# アッカド帝国

アッカド帝国
𒆳𒌵𒆠
𒀀𒂵𒉈𒆠

アッカド帝国の領土（茶色）と軍事遠征の方角（矢印）

アッカド帝国（アッカドていこく、アッカド語: 𒆳𒌵𒆠, ラテン文字転写: māt Akkadi、シュメール語: 𒀀𒂵𒉈𒆠, ラテン文字転写: a-ga-de3KI、英語: Akkadian Empire）は、メソポタミア最初の古代帝国である。アッカド市を中心としており、その周辺地域は聖書においてもアッカドと呼ばれていた。アッカド語とシュメール語の話者が、この国の下に統一された。アッカド王国またはアッカド王朝とも。

## 概要
アッカド帝国はメソポタミア、レバント、アナトリア半島に影響を与え、アラビア半島のディルムンとマガン（現代のバーレーンとオマーン）へ軍事遠征を行った。
紀元前3千年紀頃、シュメール人とアッカド人との間にはかなり親密な文化的共生関係が発達し、アッカド語はセム語系とされるが、話し言葉としてのアッカド語は徐々にシュメール語に置き換わっていった（正確な年代は論争中）。
アッカド帝国は、建国者のサルゴン王によって征服された後の、紀元前2400-2200年頃に最盛期を迎えた。サルゴンとその後継者の支配下で、アッカド語は短期間の間、エラムやグティなどの近隣の征服された国家に強要された。この時期におけるその意味は正確ではないにせよ、アッカド帝国は歴史上最初の帝国と見なされることもある。
アッカド帝国の滅亡後、メソポタミア人は最終的に北のアッシリア、そしてその成立の数世紀後の、南のバビロニアという主に2つのアッカド語を話す国となっていった。

## 時代
一般的に、アッカド帝国の時代は古代オリエントの中年代説による紀元前2334〜2154年かあるいは、低年代説による紀元前2270〜2083年と定められている。メソポタミア初期王朝時代の後に成立し、ウル第三王朝によって引き継がれたが、前後の王朝の遷移は明確ではない。例えば、サルゴン王の登場がメソポタミア初期王朝の末期と一致したり、最後のアッカド王の治世がウルクとラガシュの両都市国家を支配したグティ王朝と同時期だったりしている。アッカド帝国の時代はイスラエルのEB IV期やシリアのEB IVA期・EJ IV期、トルコのEB IIIB期と重なる。
アッカド帝国の支配者とその在位期間は以下の通りである（いずれも紀元前）。

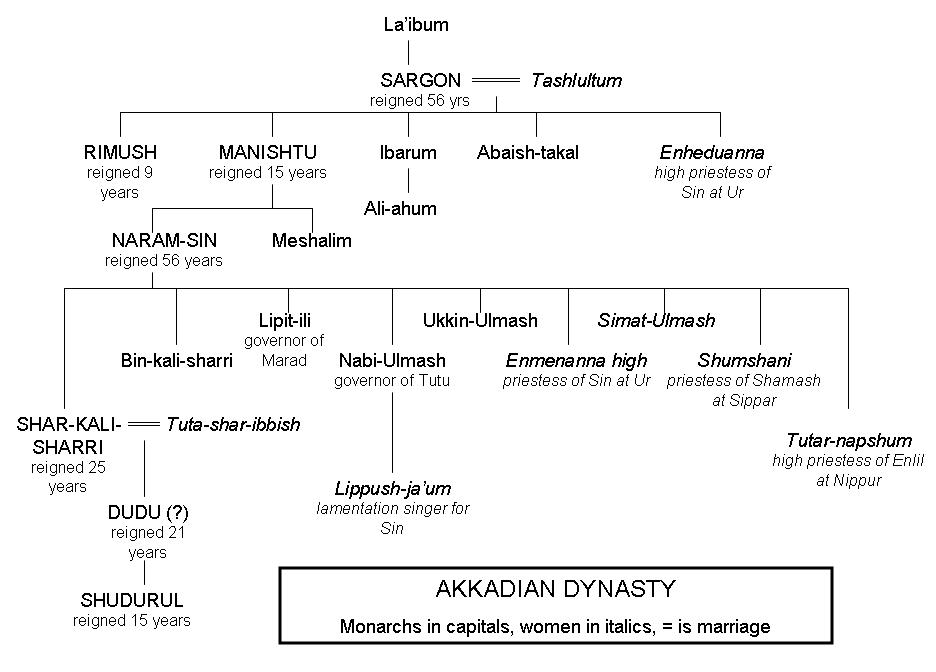
帝国支配者の系譜

| 君主                   | 中年代説   | 低年代説   |
| ---------------------- | ---------- | ---------- |
| サルゴン               | 2334〜2279 | 2270〜2215 |
| リムシュ               | 2278〜2270 | 2214〜2206 |
| マニシュトゥシュ       | 2269〜2255 | 2205〜2191 |
| ナラム・シン           | 2254〜2218 | 2190〜2154 |
| シャル・カリ・シャッリ | 2217〜2193 | 2153〜2129 |
| （空位時代）           | 2192〜2190 | 2128〜2126 |
| ドゥドゥ               | 2189〜2169 | 2125〜2105 |
| シュ・トゥルル         | 2168〜2154 | 2104〜2083 |

## 研究の動向
アッカドの地におけるニムロドの王国の成立を述べた旧約聖書は、その創世記第10章にてアッカドに言及している。ニムロドの歴史的アイデンティティは知られていないが、彼とウルクを築いた伝説的なギルガメシュを比較したものもある。現代の学者達はシュメール語とアッカド語で記述された約7000ものアッカド帝国時代の原文を文書化した。アッシリアやバビロニアなどの後継国家からの多くの原文もまたアッカド帝国を扱っている。
多くの試みにも関わらず、都だったアッカドが発見されてない事実によりアッカド帝国の研究は進まずにいる。また、帝国の前のメソポタミア初期王朝時代に由来する遺物なのかアッカド帝国のものなのかの明確な判別がないことにより、遺跡の正確な年代測定も妨げられている。同様に、アッカド帝国のものと考えられている遺物はウル第三王朝時代でも使われ続けていた。
帝国の最新研究の多くは、アッカドの陥落後にアッシリアの一部となった現代のシリア北東部ハブール川 (チグリス)上流地域からの発掘調査に由来する。例えば、ウルケシュの遺跡での発掘は、以前は知られておらずおそらく身元不明のウルケシュの支配者endanと結婚したとされるナラム・シンの娘Tar'am-Agadeの謎を明らかにした。テル・レイランの遺跡付近の発掘者は、帝国が4.2 kiloyear eventと呼ばれる突然の旱魃に見舞われ滅亡したことを主張するために発掘の調査結果を用いた。メソポタミア地域、特にアッカド帝国におけるこの気候変動の衝撃は熱心に議論され続けている。
一方でテル・ブラクでの発掘は、行政の中心として利用するためにアッカド人がその地で（BrakまたはNagarの）都市を再建したことを示唆した。その都市は、神殿やオフィス、中庭から大きな天火オーブンまであるふたつの大きな建造物を含んだ。

## 歴史

### 建国前のアッカド

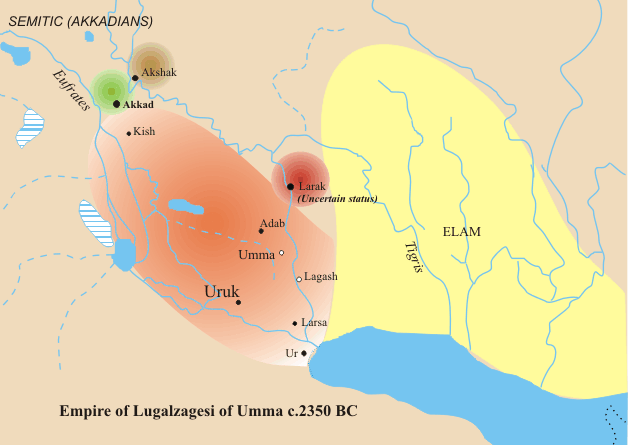
拡大前のアッカド帝国領（緑）とルガルザゲシ治世下のシュメール領（橙）

アッカド帝国の国名は、チグリス川とユーフラテス川の合流する地域に位置したアッカド (地域)や都であったアッカドに由来する。都の正確な位置はいまだ特定されていないが、様々な史料から推測はされている。その中にはサルゴンの治世に先立つ少なくともひとつの史料がある。それによれば、アッカドの名称がアッカド語由来ではないことと合わせて、アッカドの都市がサルゴンより前の時代にはすでに支配されていたかもしれないことを示している。

### サルゴン

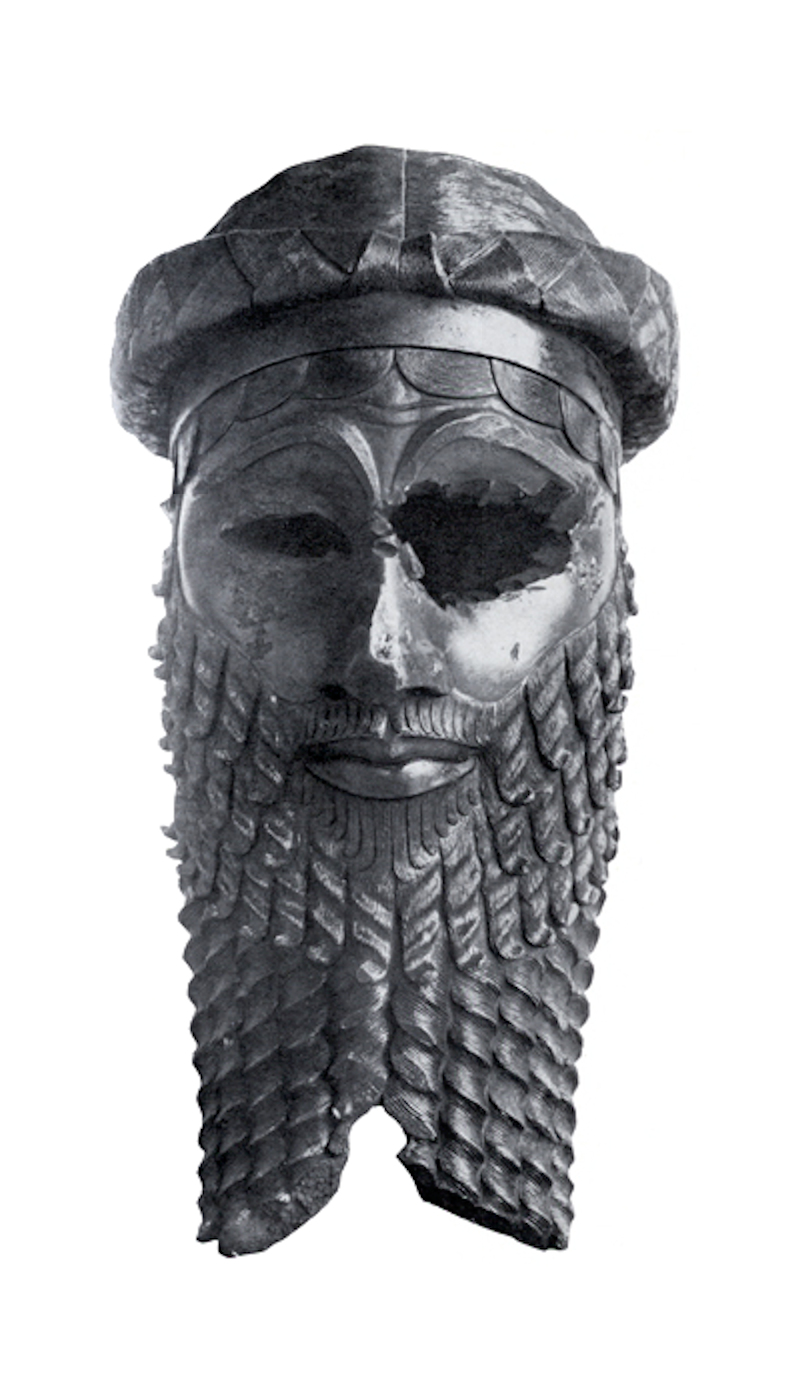
アッカドの銅製頭像。おそらくサルゴンの子孫マニシュトゥシュかナラム・シンのものとされる。イラク国立博物館所蔵。

サルゴン（Sharru-kin＝「正当な王」、おそらく彼が権力を得るために取った称号）は、ウルクの戦いにおいてルガルザゲシを倒し捕らえ、彼の国を征服した。アッカド語最古の記録はサルゴンの時代に年代を定める。彼は、素朴な庭師であったラーイブム(La'ibum)またはItti-Belと神聖娼婦、すなわちイシュタルかイナンナへの巫女との間に生まれたと言われている。 アッシリア時代におけるサルゴンに関するある伝説では、
私の母は取り違えたので、父についてはよく知らない。父の兄弟はその丘で育った。私の故郷はユーフラテスの土手にあるAzurpiranu（荒野のハーブ畑）である。母は私を身籠り、ひっそりと私を産んだ。彼女は私をイグサの籠に入れて歴青で蓋をし、川へ投げ入れた。川は私を押し上げ水の画家のAkkiのもとへ運んだ。彼は私を息子として扱い育てた。Akkiは私を彼の庭師に任じた。私が庭師の間、イシュタルは私に愛を与え、そして4年から（50年？）…ほど王権を行使した。
後にサルゴンに代わって、彼の母親はentuの神官（高位の巫女）だと言われるようになった。高い階級の家族のみがそういった地位に就けたことを考慮すれば、それは貴族の子孫を保証するために主張されたのかもしれない。
当初はキシュ王ウル・ザババ（セム語名）の杯持ちだったサルゴンはこうして庭師となり、灌漑用水路の清掃を担った。当時の王室の杯持ちは実は高い政治的地位にあり、王に近く役職そのものの肩書に表されない様々な高階級の責務を有した。このことは彼にサルゴン最初の兵士だったかもしれない訓練された労働者集団へ接触させた。ウル・ザババに代わって彼が王位に就くと、対外征服への道へと進んだ。紀元前2271年(低年代説)にウルク第3王朝のルガルザゲシを倒し、そこから、3年かけてシリアやカナンへ4度侵攻し、それらをメソポタミアと共にひとつの帝国へと統合した。
しかし、サルゴンはこの征服にさらに時間をかけ、西は地中海とおそらくキプロスまでに到達し、北は山脈（後のヒッタイトの文書によれば、おそらくアナトリア半島にあったプルシャンダのハッティ人のNurdaggal王と戦ったという）、東はエラム、南はマガン—僅か4つの元号しか残っていないにもかかわらず、一説では彼が56年間治めた地域—におよぶ帝国を築くため周辺地域の多くを征服した。彼は初期に対立した支配者を、忠誠が確保される出身地アッカドの貴族階級へと置き換えることで、領土支配を強固にした。

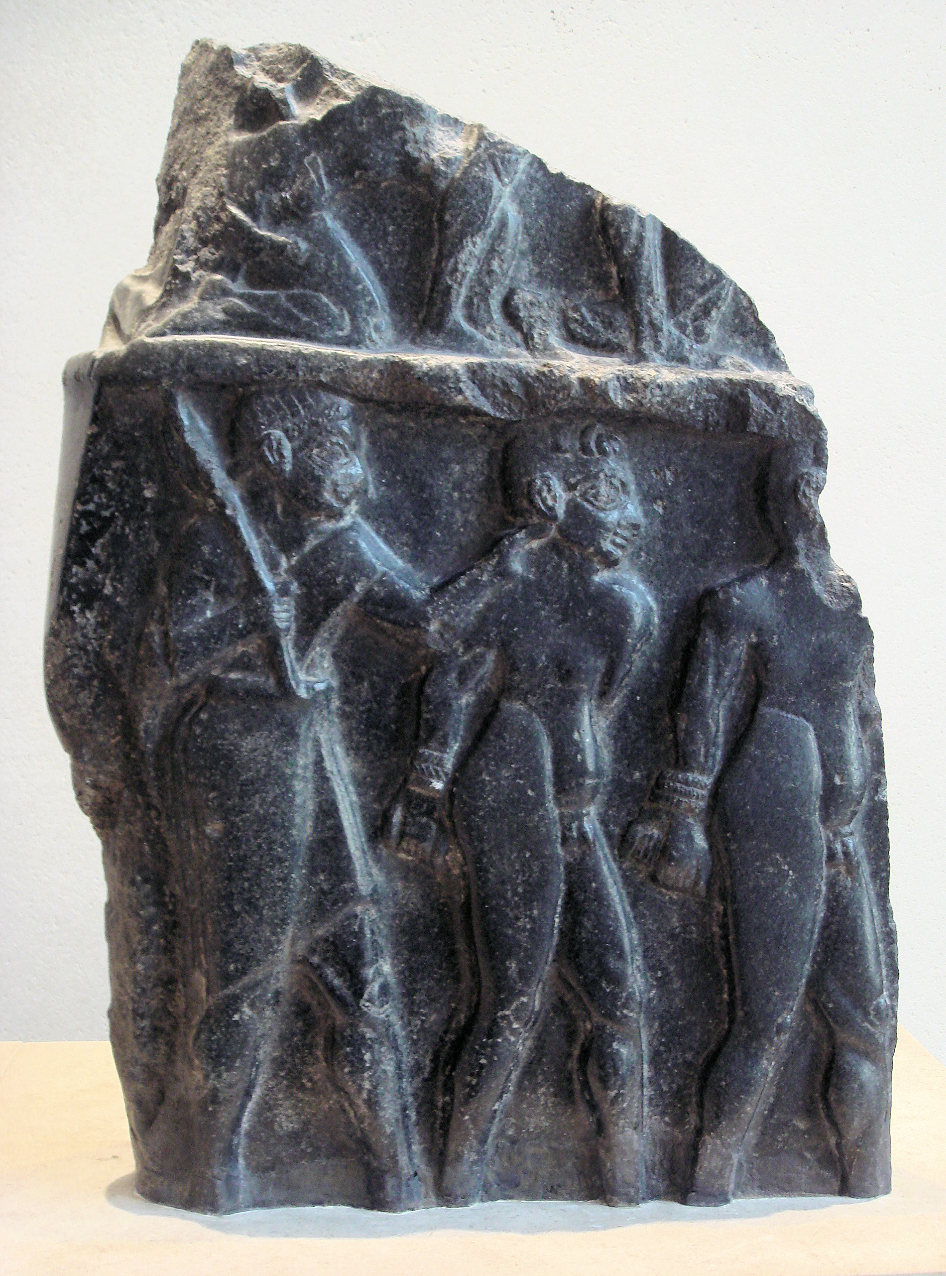
前2300年頃の「サルゴンの勝利碑」に描かれた兵士に連行される捕虜。捕虜の髪型（巻き毛のある頭頂部と短髪の側面部）はウルのスタンダードにも見られるシュメール人の特徴である。ルーヴル美術館所蔵。

貿易はアナトリア半島の銀山から現在のアフガニスタンにあったラピスラズリ鉱床やレバノンのレバノンスギ、マガンの銅鉱床にまで広がった。これによるシュメールとアッカドの都市国家統合は、メソポタミアの経済力・軍事力増加を反映した。帝国の穀倉地帯は、アッシリアの天水農業システムと小麦生産管理のために築かれた要塞網であった。
サルゴンの像は彼の勝利の証として地中海沿岸に設置され、征服地の戦利品とともに都市や宮殿が本国に建てられた。エラムやメソポタミア北部（アッシリアやSubartu）も従属し、シュメールでの反乱も鎮圧された。カナンやグティ王朝の王Sarlakに対する軍事行動の頃のものとされる石版の契約書も発見されている。彼はまた「四方領域」—アッカドを囲む北のアッシリア、南のシュメール、東のエラム、西のアムル人の地を服属させたことも誇った。バビロニア年代記など最古の歴史書は、アッカド近郊の新たな場所に彼がバビロン（Bab-ilu）を再建したことを示唆している。
サルゴンはその長い人生を通じて、シュメールの神々、特にイナンナ（イシュタル）や後援者、そしてキシュの戦神ザババなどに特別な敬意を表した。彼は「アヌの選ばれし祭司」「エンリルの偉大なるエンシ」と自称し、彼の娘エンヘドゥアンナはウルの神殿においてシンへの神官として任命された。

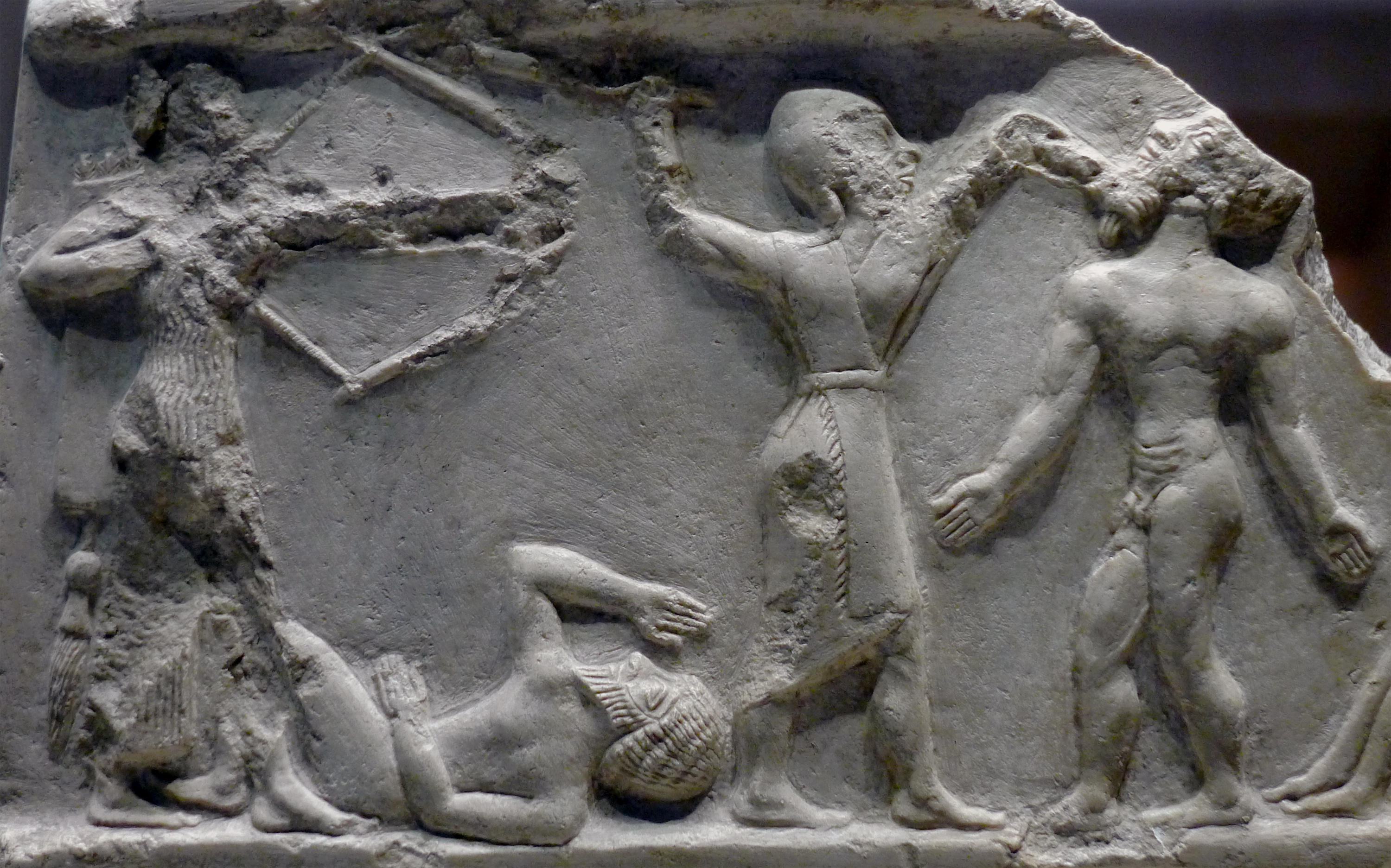
敵を斬殺するアッカド兵。前2300年頃

彼の治世が終わりへ近づくにつれ、騒乱なども多発した。後世のバビロニアの文書によれば、
彼が年老いた時には全土が反乱を起こし、彼のいたアッカドの街を包囲した（しかし、）彼は攻勢に転じて彼らを打ち負かし、敵を圧倒してその大軍を粉砕した。
これは、アワン王朝の王に率いられた連合軍を破り敗軍に捕虜になるよう強いたエラムでの会戦について触れたものである。
その後間もなくもうひとつの反乱が起き、

高い国のSubartu（アッシリアの山岳民族）が今度は攻撃されたが、彼らは彼の軍に服従した。サルゴンは彼らの居住地に入植し、彼らを激しく殴打した。

### リムシュとマニシュトゥシュ
サルゴンは老いてもなお反対勢力を鎮圧していたが、こうした障害は彼の息子リムシュの9年間の治世下（在位紀元前2278〜2270年）においても再び発生した。彼は帝国を維持するために尽力し、彼が何人かの側近により暗殺されるまで順調だった。その後はリムシュの兄マニシュトゥシュ（在位紀元前2269〜2255年）が王位を継ぎ、彼に対抗するために集まった32の諸王らとの海戦を経て（現代のアラブ首長国連邦やオマーンを構成する）アラブ人の国を支配下に置いた。しかし、この成功にも関わらず、彼は弟リムシュと同様に宮廷の陰謀によって暗殺されたとみられている。

### ナラム・シン

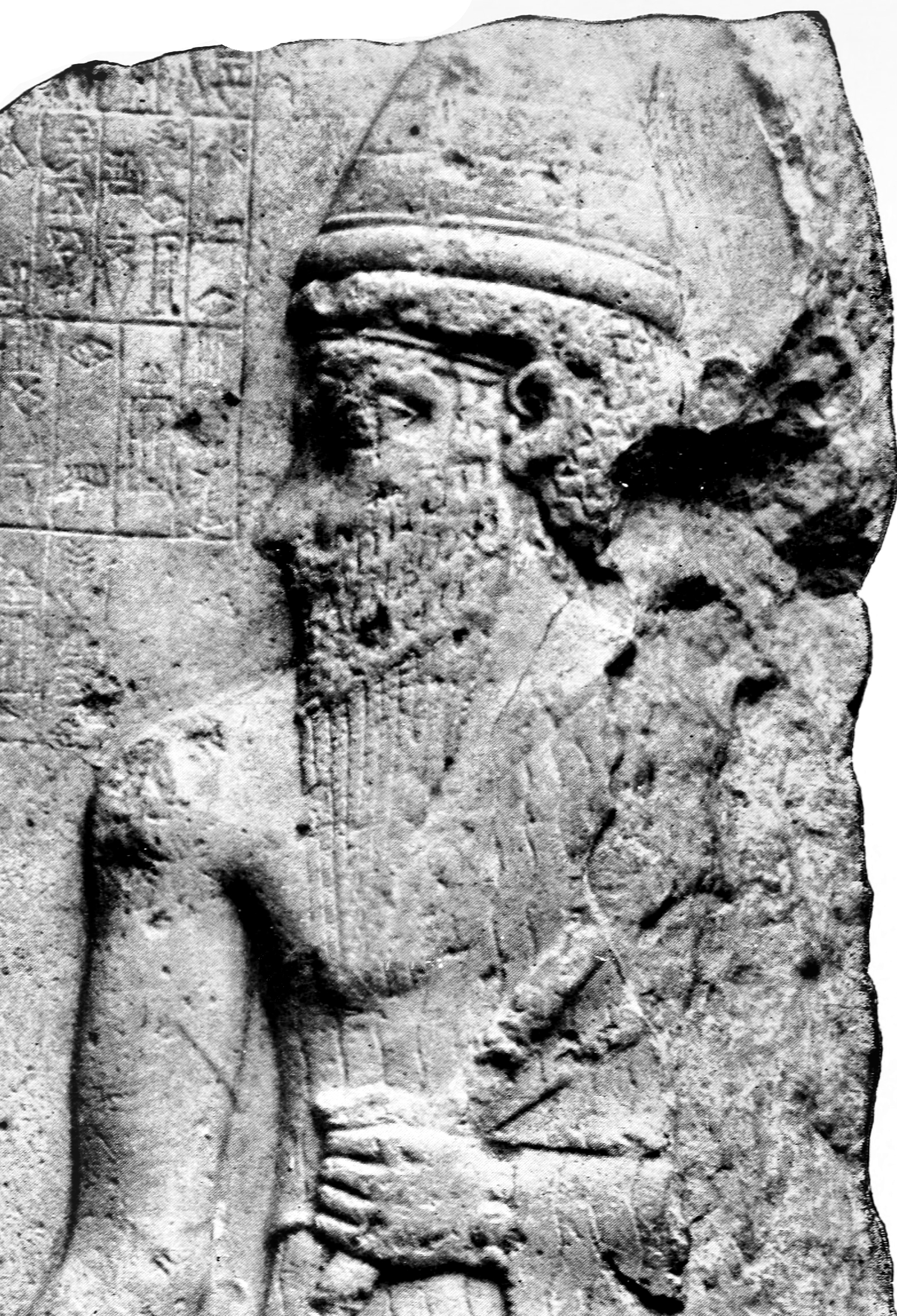
ナラム・シンの肖像と碑銘

マニシュトゥシュの息子であり後継者のナラム・シン（前2254〜2218年）は広大な軍事遠征により、世界全体を意味する「四方領域の王：ナラム・シン（Lugal Naram-Sîn, Šar kibrat 'arbaim）」の称号と帝位を得た。王は人々の代表であるに過ぎないというそれまでの宗教的信念に反して、彼はシュメール文化において初めて「アッカドの神（シュメール語＝DINGIR、アッカド語＝ilu）」とも呼ばれた。治世の開始に際して彼もまた反乱に直面したが、すぐに鎮圧された。

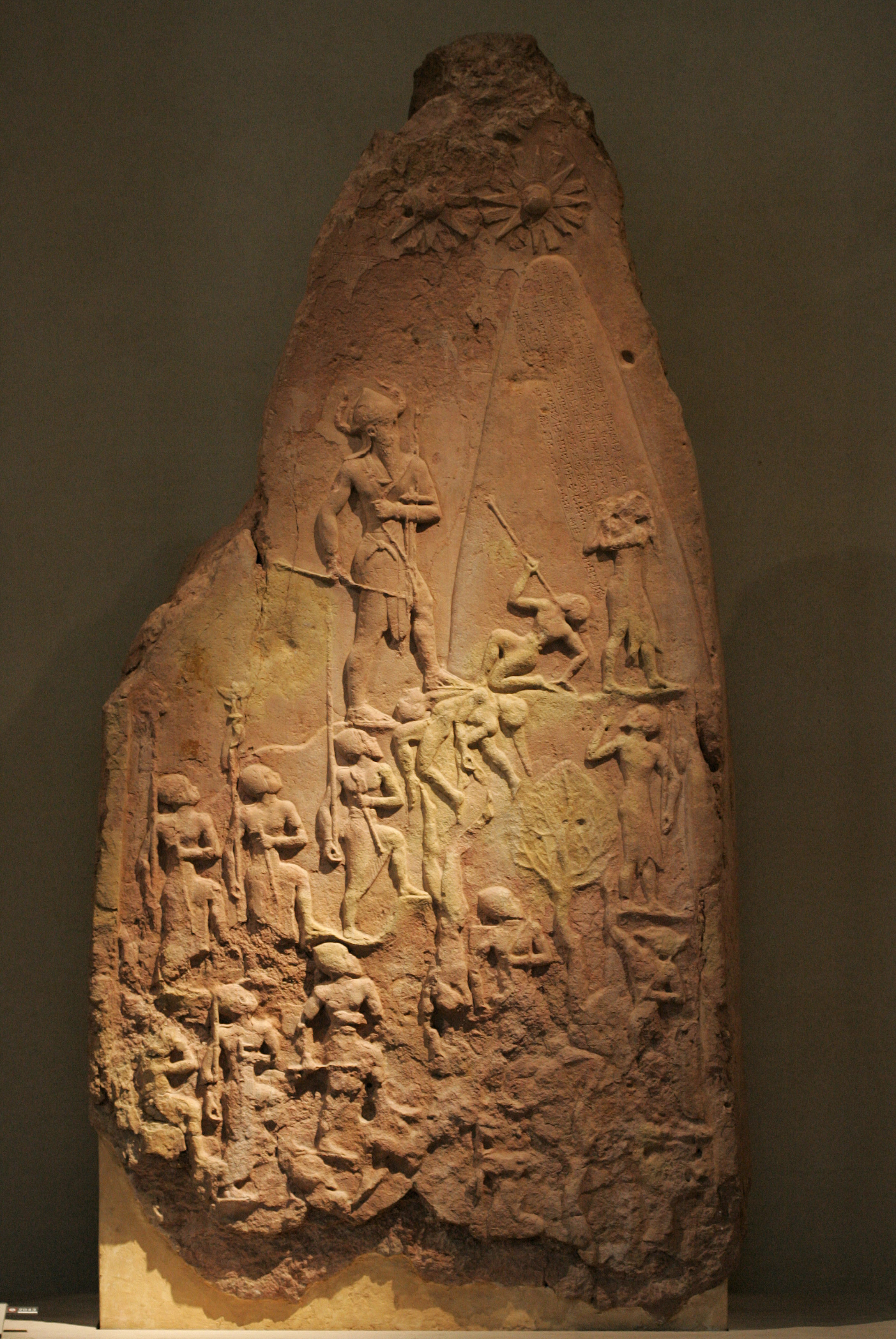
ザグロス山脈のルルビ人に対する戦勝を記念したナラム・シンの勝利碑。彼は神の象徴たる角がある兜をかぶり、その優位性を強調するため他人より大きく描かれた。12世紀にシッパルからスーサへ戦利品として持ち帰られた。

ナラム・シンはアルマニ王国とその王と同様、エブラの征服者としても記録されている。アルマニ王国の位置は議論が続いており、エブラの石版にArmiとして言及されているシリアの王国と同一視されることがある。Armiの位置もまた論争中であり、歴史家のAdelheid Ottoがバジの砦＝エブラとテル・ブラクの間にあるユーフラテス川のTal Banatだと特定する一方、Wayne Horowitzのようにアレッポだと主張する研究者もいる。さらに、多くの学者がアルマニ王国をシリア内とした場合、Michael C. Astourは北イラクにあるハムリン山脈の北に王国があっただろうとしている。
ナラム・シンはシリア周辺の治安を改善させるため、ハブール川の中心交差点かつジャズィーラの盆地であるテル・ブラクに王宮を建てた。 彼は主要な道路を防衛するために駐屯兵を置いてありながら反乱の起きたマガンへ遠征し、その支配者であったMandannuを自らの手で捕らえた。しかし、ルルビ人やグティ人といった主な脅威は北のザグロス山脈から来たようである。ルルビ人との戦闘はナラム・シンの勝利碑を彫るという結果になり、現在はルーヴル美術館に所蔵されている。ヒッタイトの記録では、ナラム・シンはアナトリアにも侵攻したようであり、ヒッタイトやフルリ人の王、ハッティ人のパンバ、キュルテペのZipaniなどその他15の民族と交戦した。 この新たに獲得した富は、穏やかな気候条件や膨大な余剰農産物、他民族の財産押収などにより支えられていたとみられる。
経済は高度に計画されており穀物も清潔に保たれていた。穀物や油の配給は職人によって規格化された船で分配された。租税は城壁や神殿、灌漑用水路などの建築労働や余剰農産物の生産による作物により支払われた。
アッシリアやバビロニア後期の文書では、シュメール語のLUGAL KI-EN-GI KI-URI、あるいはアッカド語でŠar māt Šumeri u Akkadi（訳：シュメールとアッカドの王）として、アッカドの名前はシュメールと共に王位の一部として登場する。この王位は南メソポタミアの知識人や宗教の中心地ニップルを支配下に置いた者により継承された。
帝国時代の間に、アッカド語は中東地域におけるリングワ・フランカとなり、文語や口語としてのシュメール語は残っていたが、行政面ではアッカド語が公式に使われていた。アッカド語圏はシリアからエラムへと拡大し、 エラム語でさえ一時的に楔形文字で書かれた。後世で発見されたアッカド語の文書の場所は、遠く離れたアマルナ時代のエジプトやアナトリア半島、ペルシア（ベヒストゥン碑文）にまで至る。

### 崩壊

#### 侵略

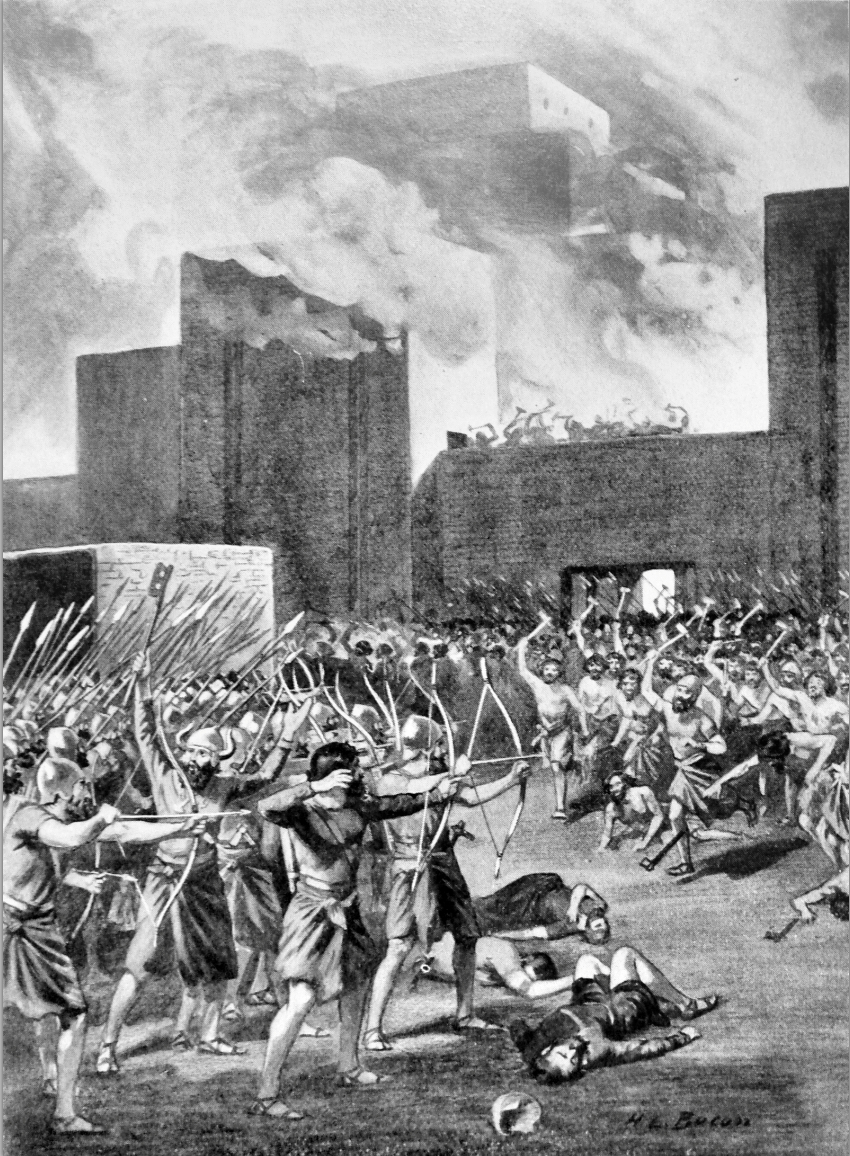
19世紀に描かれた絵画。アッカド人（左）が市外に立っている際、グティ王朝（右）はバビロニアの都市を占領した。

アッカド帝国が滅亡したのは、成立から180年以内のおそらく紀元前22世紀とされ、その後はウル第三王朝まで目立った政体がない暗黒時代へと移り変わった。その際、この地域の政治構造は都市国家による地方統治以前の状態に戻ったかもしれない。
シュ・トゥルルはいくつかの集約された行政機関を修復したとみられるが、グティ人として知られるザグロス山脈からの蛮族による侵略からは帝国の崩壊を防げなかった。グティ人の時代、すなわちどれほどその支配に耐えたかについて判明していることは多くない。楔形文字の史料によると、グティ人による行政は農業の維持管理や記録、治安などについてあまり関心を払わなかった。評判通り、彼らはメソポタミア放牧のため全家畜を解放したが、間もなく飢饉を引き起こして穀物価格は高騰した。シュメール王ウル・ナンム（前2112〜2095年）の治世の間には、グティ人はメソポタミアから一掃された。
シャル・カリ・シャッリの死後のアッカド帝国に言及したシュメール王名表には、以下のように記されている：
誰が王であったのか？誰が王でなかったのか？イギギ王、ナヌム王、イミ王、イルル王—彼ら4人が王だったがわずか3年ほどの治世であった。ドゥドゥは21年、その息子シュ・トゥルルは15年治めた。…アガデ（＝アッカド）は打ち破られ王権はウルクへと奪われた。ウルクでは、Ur-ninginが7年、彼の息子Ur-gigirが6年、Kudaが6年、Puzur-iliが5年、Ur-Utuが6年治めた。ウルクは武力で倒され、その王権は大勢のグティ人によって奪われた。
しかし、デュデュ王に言及したひとつの遺物の他には、元号あるいはこれらアッカドやウルクの後の王を検証する考古学的証拠は知られていない。ウルクの王とされた者たちはアッカド最後の王と同時期の治世だったかもしれないが、目立った出来事は起き得なかった。
グティ人の大群の中では、（最初に支配したのは）名も無き王であり、（そして）イムタが3年間王として治めた。その後はシュルメが6年、エルルメシュが6年、イニマバケシュが5年、イゲシャウシュが6年、ヤルラガブが15年、イバテが3年、...が3年、クルムが1年、...が3年、... が2年、イラルムが2年、イブラヌムが1年、ハブルムが2年、ハブルムの息子プズル・スエンが7年、ヤルラガンダが7年、...が7年、...が40日治めた。合わせて21人の王が91年と40日支配した。

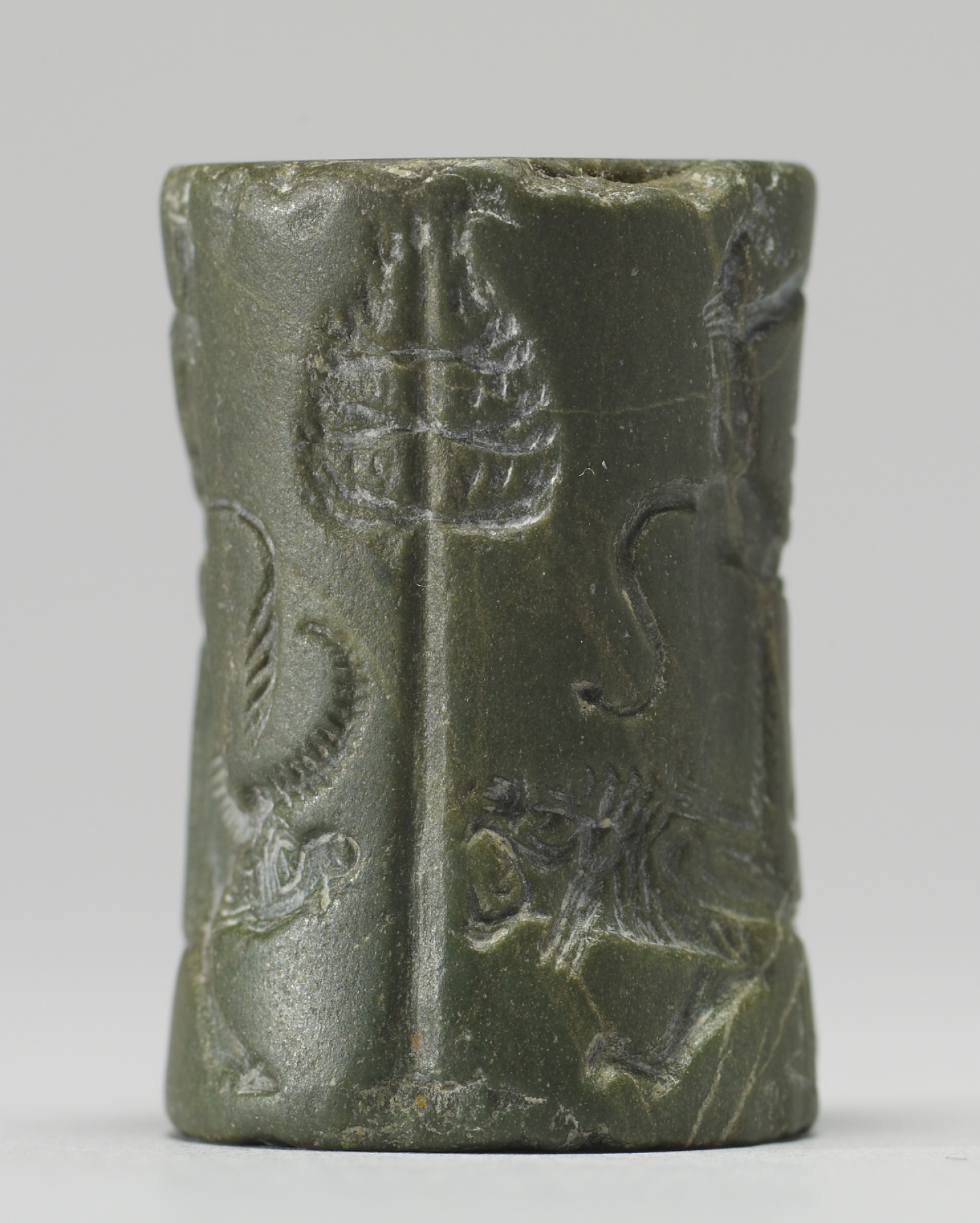
王あるいは神と打ち負かされたライオンの円筒印章。 ウォルターズ美術館所蔵。

前2114〜2004年の期間はウル第三王朝の時代として知られている。後の中世ヨーロッパにおけるラテン語がそうであったように、シュメール語は純粋な文語や儀式の言語となっていたが、文書などは再びシュメール語で書かれ始めた。
アッカド帝国終焉のひとつの原因としては、単に他の強力な独立都市国家に対する帝国の政治的主権を維持できなかったことにある。

#### 干ばつ
アッカド帝国時代（とエジプト古王国に続くエジプト第1中間期）の終焉に際した地域的衰退についてのひとつの学説は、急速に拡大した乾燥と地球規模の1世紀ほどの干ばつによって引き起こされた古代近東地域における降水量減少に関連していた 。考古学者のHarvey Weissは以下のように説明する：
考古学的および土の層序学的データは、3千年紀のシリアのハブール平野にある北メソポタミアの天水農耕文明Subirの起源、発展、そして崩壊を定義づける。前2200年頃には、乾燥の拡大と火山噴火に続く風の循環が土地利用条件の著しい劣化を招いた。4世紀にわたる都市生活の後、この突然の気候変動は明らかにテル・レイランを含む地域の放棄や南メソポタミアを拠点にしたアッカド帝国の崩壊を引き起こした。隣接地域における同時崩壊はその気候変動の衝撃が甚大であったことを示唆している。
Peter B. deMenocalは、「アッカド帝国崩壊をもたらした当時のチグリス川とユーフラテス川の水流に対する北大西洋の動揺に影響があった」と指摘している。

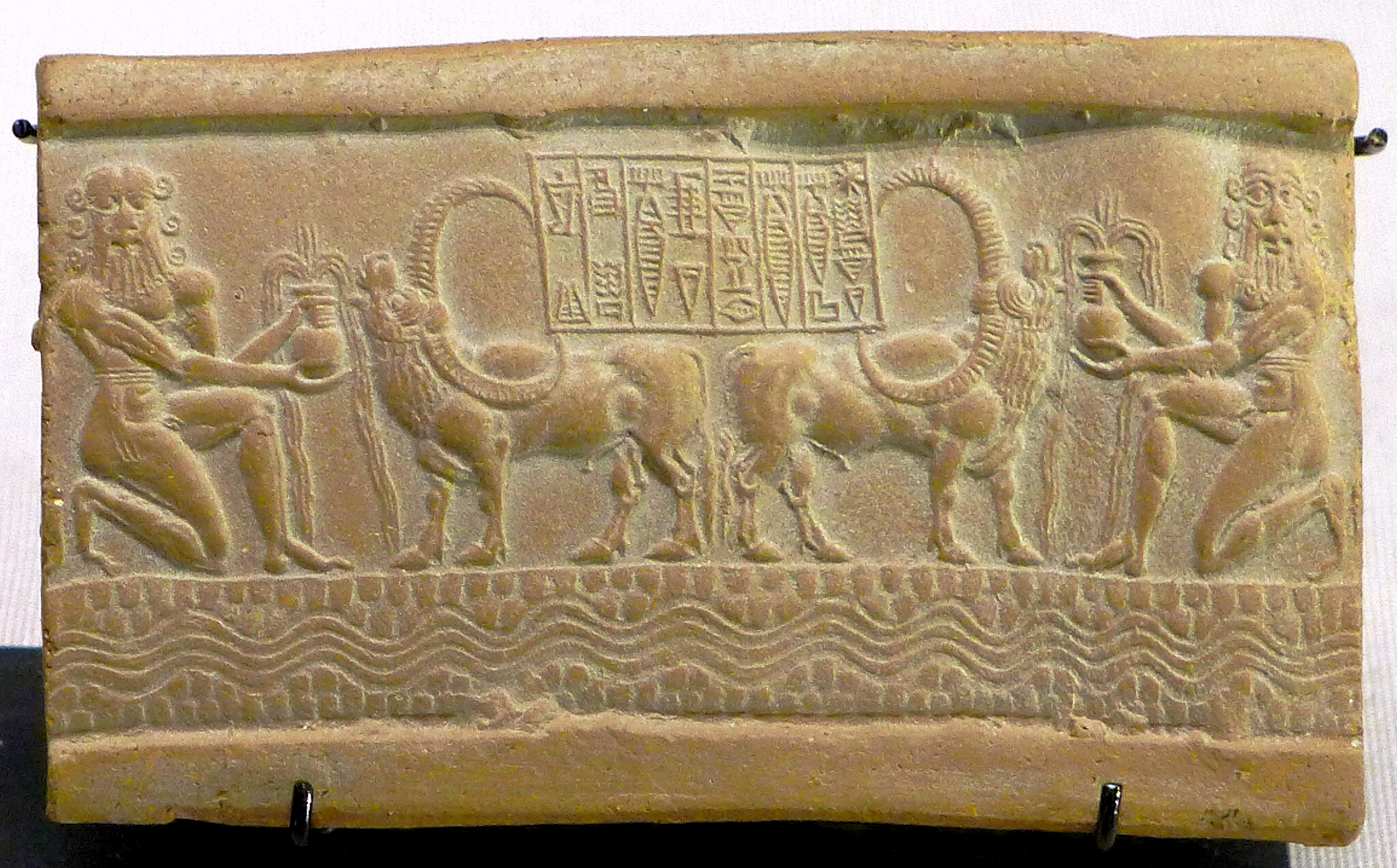
前2217〜2193年、シャル・カリ・シャッリ時代の円筒印章跡。中央の碑文には「神聖なるアッカド王子シャル・カリ・シャッリ、記：従者イブニ・シャッルム」とある。スイギュウはインダス川由来と考えられており、インダス・メソポタミア関係の場合においてメルーハ（インダス文明）との交流があったことを証明する。ルーヴル美術館所蔵

テル・レイランでの発掘は、都市の城壁が築かれた後にその地が間もなく放棄され、神殿の再建と穀物生産の再組織がなされたことを示す。瓦礫や埃、砂には人間活動の痕跡は見られない。土壌サンプルは、風に吹かれた砂やミミズの痕跡がないこと、降水量減少と強風の乾燥した気候の兆候などを明らかにした。痩せこけたヒツジやウシは干ばつで死に、28,000人もの人々がその地を捨てて別の多湿の地域を求めたとみられる。テル・ブラクはその規模を4分の3までに縮小し、貿易も衰退した。 アムル人のような遊牧民は当てになる水源地付近へ移動し、アッカド人らとの衝突をもたらした。こうした崩壊を招いた気候は中東地域全体に影響を及ぼしたとみられ、エジプト古王国の崩壊と一致したようである。
「高い国」における天水農業の崩壊は、帝国の支払い能力を維持した農地交付金の南メソポタミアへの喪失を意味していた。チグリス川とユーフラテス川の水位はウル第三王朝時代では安定していたが、前2600年のものよりも1.5メートル低下し、遊牧民と農民間の対立は深まった。第三王朝のシュ・シンの下では、チグリス川とユーフラテス川の間に建設された「アムル人の撃退者」として知られる約180キロに渡る壁のような、農地にて遊牧民が家畜を集めることを妨げるような企てがなされた。 こうした取り組みは政情不安を増加させた一方で、あまり好ましくない気候条件下で人口統計学的均衡を再確立するような深刻な不況を引き起こした。 
Richard Zettlerは干ばつ説を批評したうえで、アッカド帝国の年代はかなり曖昧であり、Weissらによって発掘され得られる証拠は北部地域の経済的自立を示すには不十分だと述べている。彼はまた、ある破滅的な事件を説明するためにアッカド人の文書を文字通りに解釈したWeissを批難している。
考古学者のJoan Oatesによると、干ばつに関連したテル・ブラクの土壌「signal」はナラム・シンの宮殿の地層より下にあるという。しかしながら痕跡は、
Brakの「事件」の後にアッカド人による支配の締め付けを示唆しているのかもしれない。例えば、頑強に要塞化された宮殿の建設や地方役人とは対照的なアッカド人の大規模で明らかな動員といった、おそらく自然災害後に起こりうる類の辺境での混乱への反映などである。
 また、アッカド人没落後のBrakは占領されたままでありながら機能的でもあった。

## 政治

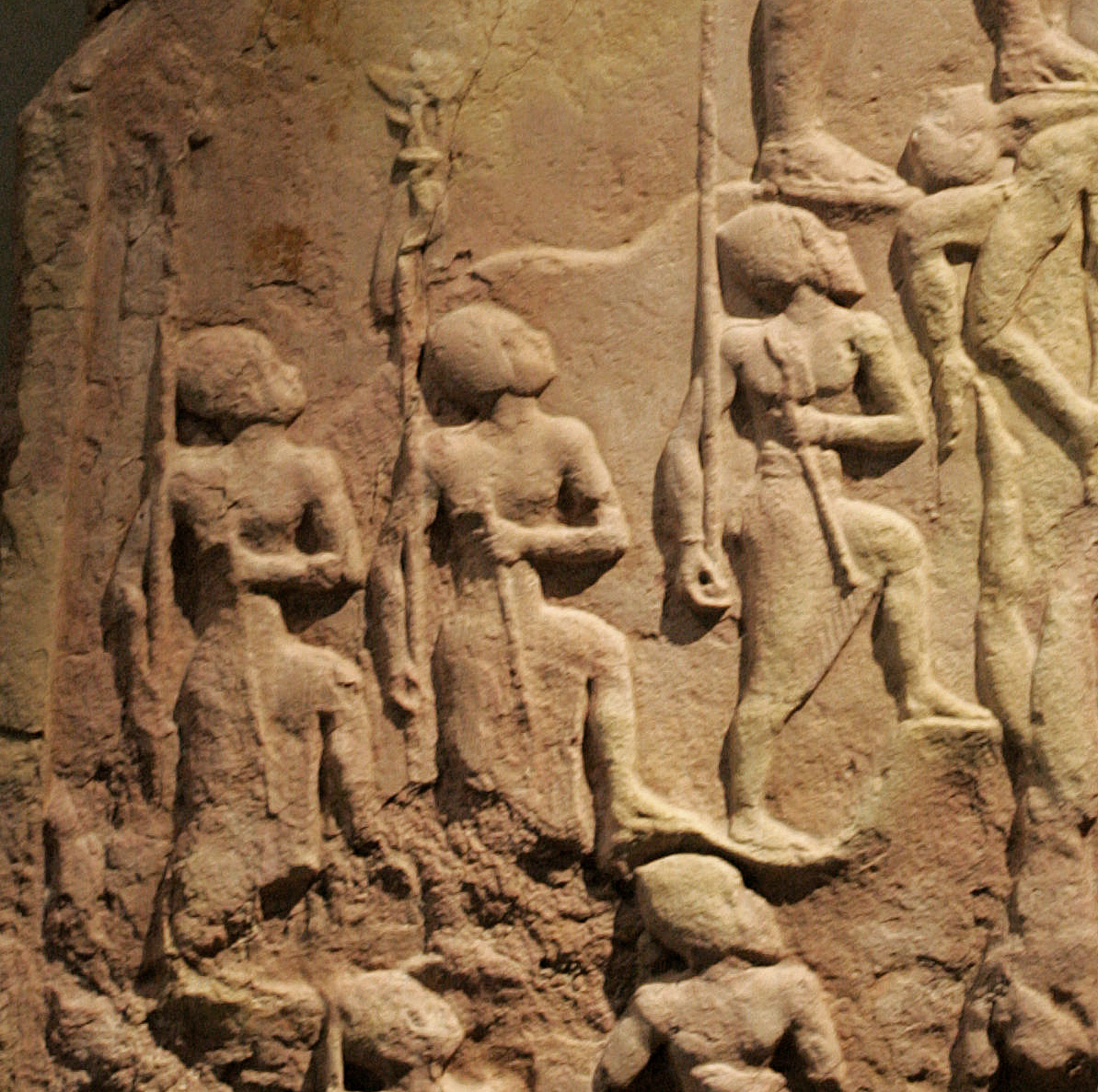
前2250年頃のナラム・シンの勝利碑に描かれたアッカド兵

アッカド帝国は、後の全メソポタミア諸国が各々と比較するための「古典的標準」を形成した。伝統的に、「エンシ（ensi、ウンマの王）」はシュメール人の都市国家の最も機能的なものであった。後の伝統では、人は女神イナンナと結婚することによってエンシとなり、神の同意を通してその支配権を正当化した。
当初は君主のlugal（lu= 男、gal= 偉大な）とは司祭のエンシに対しての配下であり有事などの際に任命されたが、帝国時代後期にまでには政府内屈指の役割となり、神殿から独立した自身の"é"（＝家）、すなわち宮殿を所有するまでになった。キシュの街を支配してšar kiššati（＝キシュの王）とされ、lugalであったメサリムの時代までには、シュメールにおいて屈指の地位だと考えられた。これはおそらく下流の都市の灌漑システムを管理し最終的にキシュを支配した2人のライバルが現れた場所がシュメールだからだとされる。
サルゴンが「下の海（ペルシア湾）」から「上の海（地中海）」へと版図を拡大するにつれ、彼は「天下の全領土」すなわち「太陽が出るところから太陽が入るところまで」を支配したと考えられた。サルゴンの下でのエンシは概して彼らの地位を保ったが、州知事のようなものとして見なされていた。šar kiššatiの称号は「世界の主君」の意味として認識されるようになり、サルゴンは歴史上初となる海軍遠征であるディルムンとマガンへの侵攻を指揮したとさえ記録されている。しかし、彼が地中海のカフトル（おそらく現在のキプロス）の王国へも遠征したかどうかについては、後世の記録にもあるように疑わしい。
サルゴンの孫であるナラム・シンはサルゴンよりもさらに神格化され、「（地上の）四方領域の王」と呼ばれるのみならず、ディンギル（＝神）の位にまでなり自らの神殿を造らせた。ギルガメシュのようなかつての支配者は死後に神となれたが、ナラム・シン以降のアッカド王は存命中に神々と見なされたのである。彼らの肖像は普通の人々よりも大きく、臣下たちからやや離れて描かれていた。
サルゴンとナラム・シンの取った帝国の支配を維持する戦略は、彼らの娘達であるエンヘドゥアンナとエメナンナを（シュメールの月の神をアッカド仕様にした）シンの神官として位置付けたことであり、シュメール最南端ウルのナンナにおける戦略は戦略的地点に州知事の「エンシ」として息子達を任じ、娘達を帝国辺境（ウルケシュやマルハシ）の支配者らと結婚させることであった。後者の詳細に記録された事例はウルケシュでのナラム・シンの娘Tar'am-Agadeのものである。
このほか、Brakの公営住宅での記録はアッカド人らが地元の住民を徴税者として任命したことを示している。

## 経済

### 農業

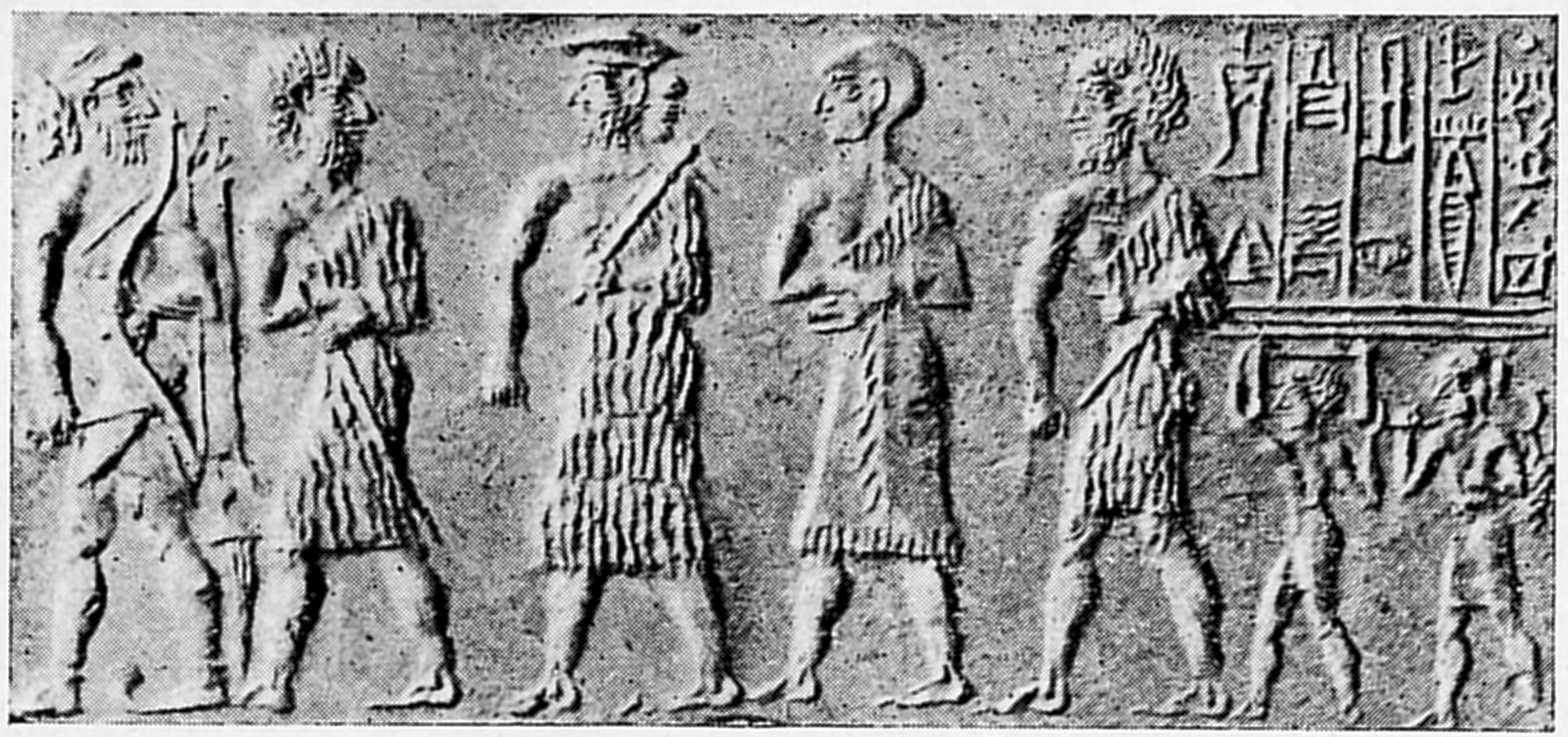
筆者Kalkiの円筒印章。サルゴンの兄弟とされるウビル＝イシュタル王子と高官らを表している（前方に弓の射手と平板を持つ筆者、王子と2人の武装した高官が続く）。

アッカド帝国の人口はほとんどすべての前近代型国家のように、ふたつの主要な中心地とみられる地域の農業システムに完全に依存していた。播種された穀物1本につき伝統的に約30粒の収穫があった南イラクの灌漑農地と「高い国」として知られた北イラクの天水農業である。
アッカド帝国時代の南イラクは、年間降水量20mm未満という現代の降雨レベルに近づいていたとみられており、農業は灌漑に完全に依存していた。帝国以前における排水が不十分な灌漑によって生じていた土壌の塩害は南部の小麦の収穫量を減らしており、塩害に強い大麦への転換をもたらした。その地域の都市人口は紀元前26世紀頃までにはすでにピークに達しており、間もなく（エアンナトゥムの鷹の碑に見られるような）明らかな軍国主義の台頭に貢献した。都市国家間の戦争は人口を減少させ、アッカド帝国はそれに一時的な歯止めをかけた。当時の世界最高の人口密度の成長を可能にしたのは南部地域におけるこの高い農業生産性であり、帝国に軍事的優位性をもたらした。

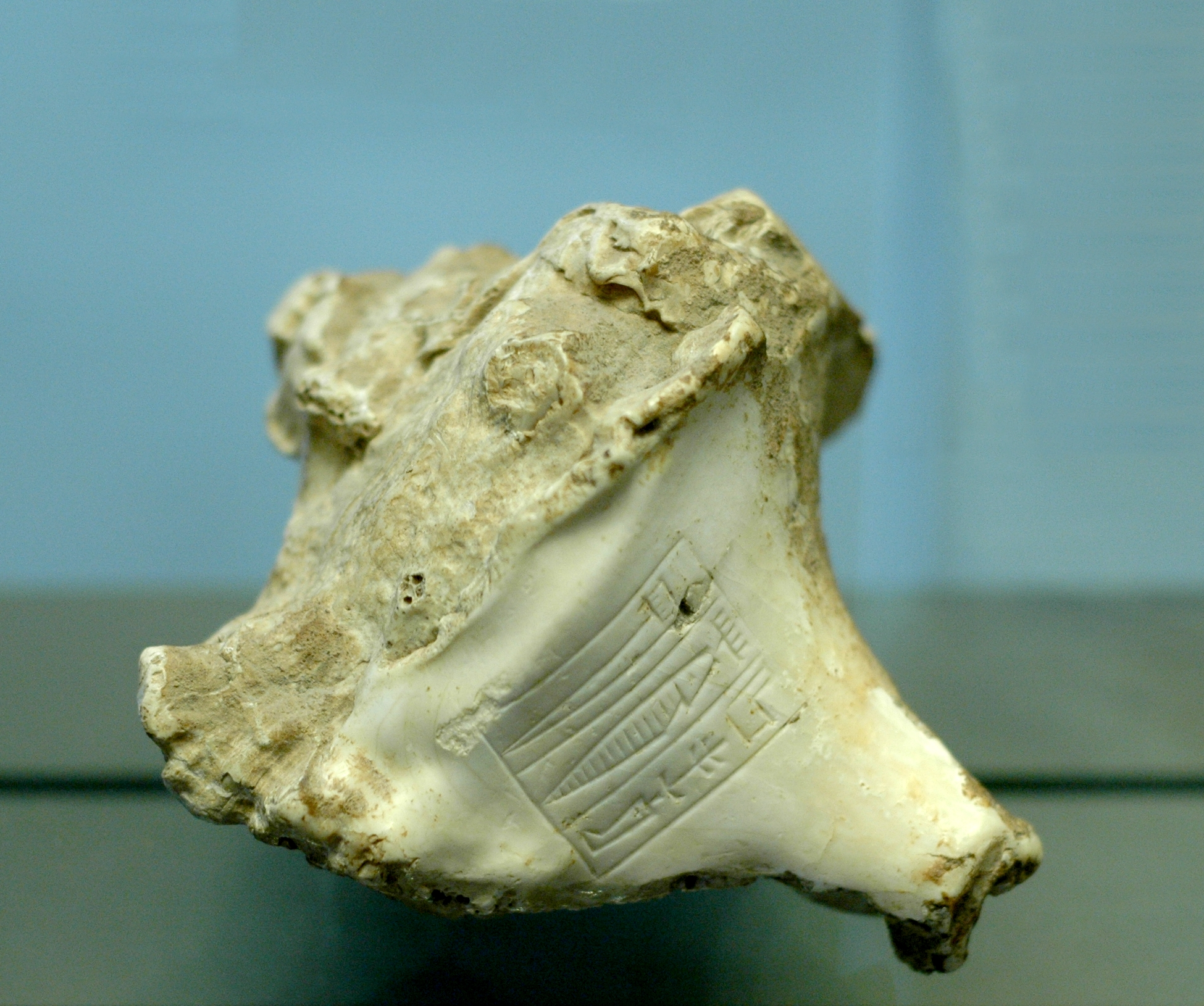
カナン人が紫の染料を作るため使っていた地中海沿岸部からの交易品である、キシュ王リムシュの名前が彫られた巻貝。ルーヴル美術館所蔵。

この地域の地下水面は非常に高く、10月から3月にかけてチグリス川とユーフラテス川源流域に起きる冬の嵐と5月から7月にかけての融雪により定期的に補水された。洪水レベルは紀元前30世紀から紀元前26世紀まで安定していたが下がり始め、アッカド帝国時代までにはそれ以前に記録されたものよりも0.5〜1メートルほど水位が低下した。それでも、平坦な国土と気象の不確実性により、深刻な洪水が定期的に発生するため灌漑用水路と排水システムの継続的メンテナンスが必要なナイル川の場合よりも、洪水はさらに予測不能なものとなった。都市の神殿当局はその管理下において、食糧が不足する8月から10月までこの作業のために農民を募集したため、失業対策の一形態として機能していた。Gwendolyn Leickは、これがキシュ王としてのサルゴンの最初の雇用であり、大規模な集団を効果的に組織する経験を彼に与えたと考察している。
収穫は晩春から夏の乾季にかけて行われ、北西からの遊牧民アムル人は彼らのヒツジやヤギの群れを残留農作物の上に放牧し、川や灌漑用水路から水の供給を受けた。この特権のために、彼らはウールや食肉、乳製品などを税として神殿に物納せねばならず、それらの物品は官僚や神官に分配された。豊作の年には全て順調だったと考えられるが、凶作の年には野生の冬の牧草地は不足するため、アムル人が例年通りに放牧すると地元農民との間で衝突が起きたとされる。帝国北部からの一時的な小麦の輸入による南部人口の補助金はこの問題を克服したとみられ、この地域内の経済回復と人口増加を可能にしたとされる。

### 貿易

エラム、マガン、ディルムン、マルハシ、メルーハを含むメソポタミアの周辺地域

結果としてシュメール人やアッカド人は農産物には困らなかったが、その他ほとんど全ての物資が不足していた。特に建築用石材や木材、金属鉱石などはすべて輸入が必要であった。「（おそらくトロス山脈とされる）銀の山」までのアッカド帝国の拡大は、レバノンスギやマガンの銅鉱床などの輸入品への統制を確実にするという目標に大きく動機付けられていた。ある石版には以下のように記されている：
"キシュの王サルゴンは、海の端までの（都市をめぐる）34の戦いに勝利した（そして）それらの壁を破壊した。彼はメルーハ、マガン、ディルムンからの船をアガデ（アッカド）の岸壁に縛り付けさせた。王は（神）ダガンが彼に嘆願をする前に身を守った;（そして）ダガンは彼に高い土地、すなわちマリ、ヤルムティ、（そして）エブラ、杉林まで（そして）銀の山までを与えた。"—サルゴンによる碑文(ca.2270-2215 BCE)
アッカド帝国時代において国際交易は発達し、インダス・メソポタミア関係も進展したとされる。サルゴンはバルーチスターンやインダス川流域として一般に知られているメルーハの地域に明確に言及したメソポタミア初の君主であった。

## 文化

### 美術と印章

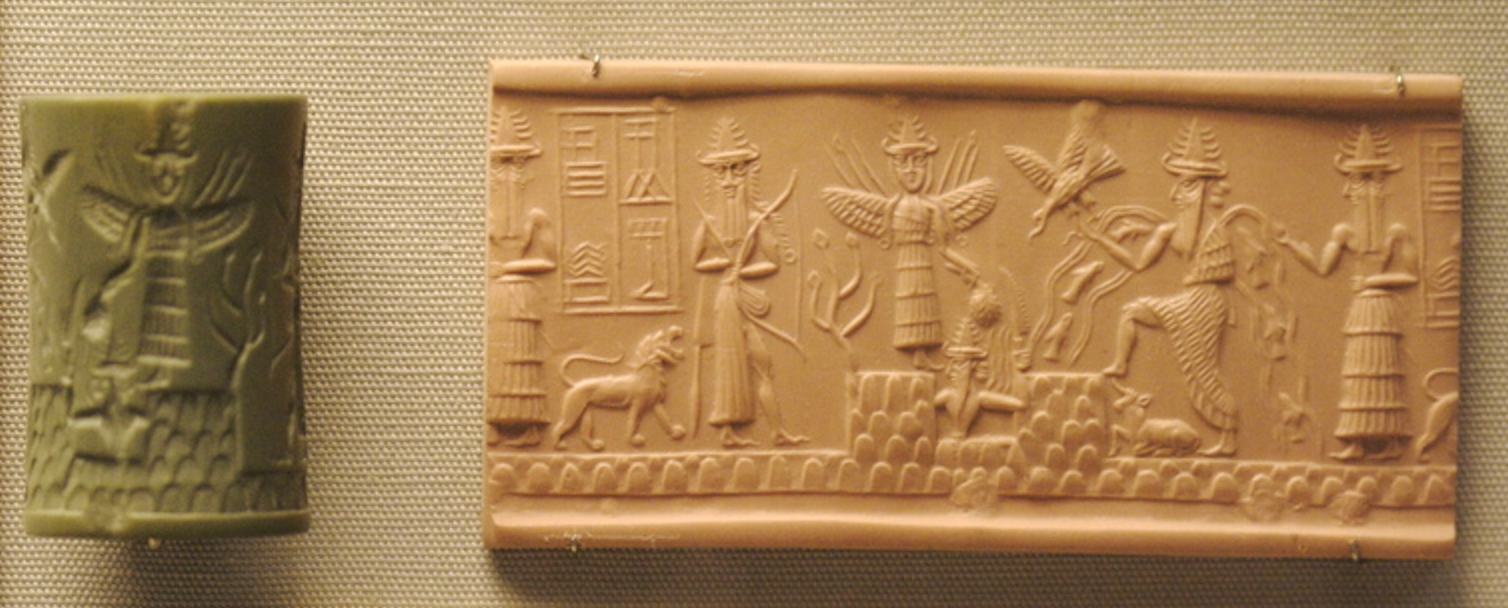
"Adda印章"。左から順に「Adda,筆者」の署名、弓矢を持つ狩猟神、肩から武器を出すイシュタル（イナンナの別名）、太陽神シャマシュ、天命の鳥ズー、両足の間に雄牛がいる水の神エンキ、右手を挙げた向かい合わせの神Usimu

芸術面では初期のシュメール美術が続けられていたことと並んで帝国の君主らに重点が置かれた。ほとんど残っていない建築や円筒印章などの小さな作品では写実主義の動きが加速したが、印章は「残酷な戦争や危険、不確実性のある厳しい世界、愛せないが奉仕せねばならぬ、遠くて恐ろしい神性の不可解な行為に訴えることなく服従する世界」を表している。「この悲壮な雰囲気は…メソポタミア美術の象徴であり続けた…。」

アッカド人はイデオロギーのベクトルとして視覚芸術を用いた。彼らは伝統的な動物の装飾を再利用することで円筒印章のための新しいスタイルを発明したが、レイアウトの中心部となることが多い碑文の周りにそれらをまとめた。その形状はより彫刻的かつ自然主義的となり、特に豊富なアッカドの神話に関連して新たな要素もまた含まれた。

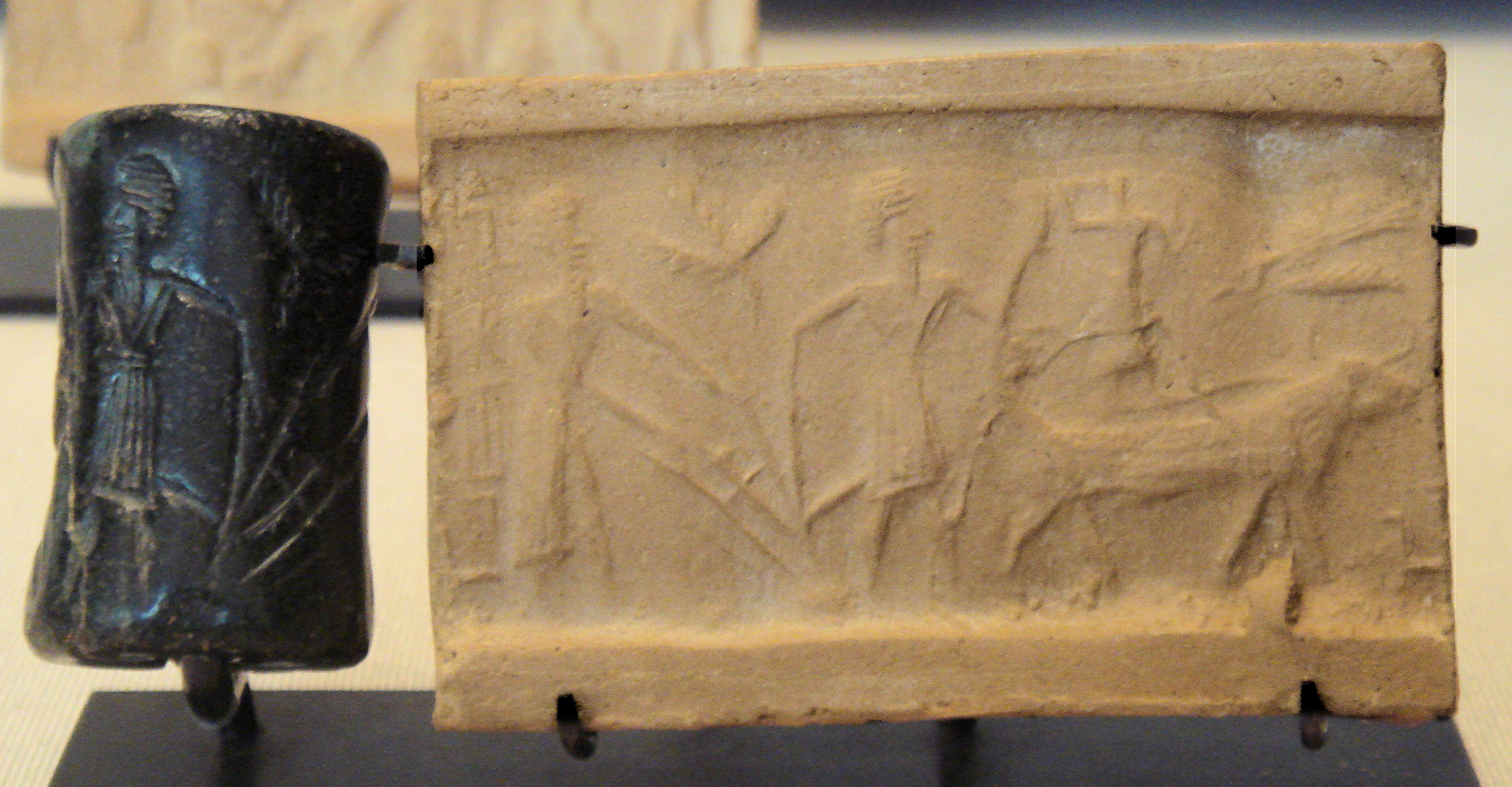
農作業を描いた場面
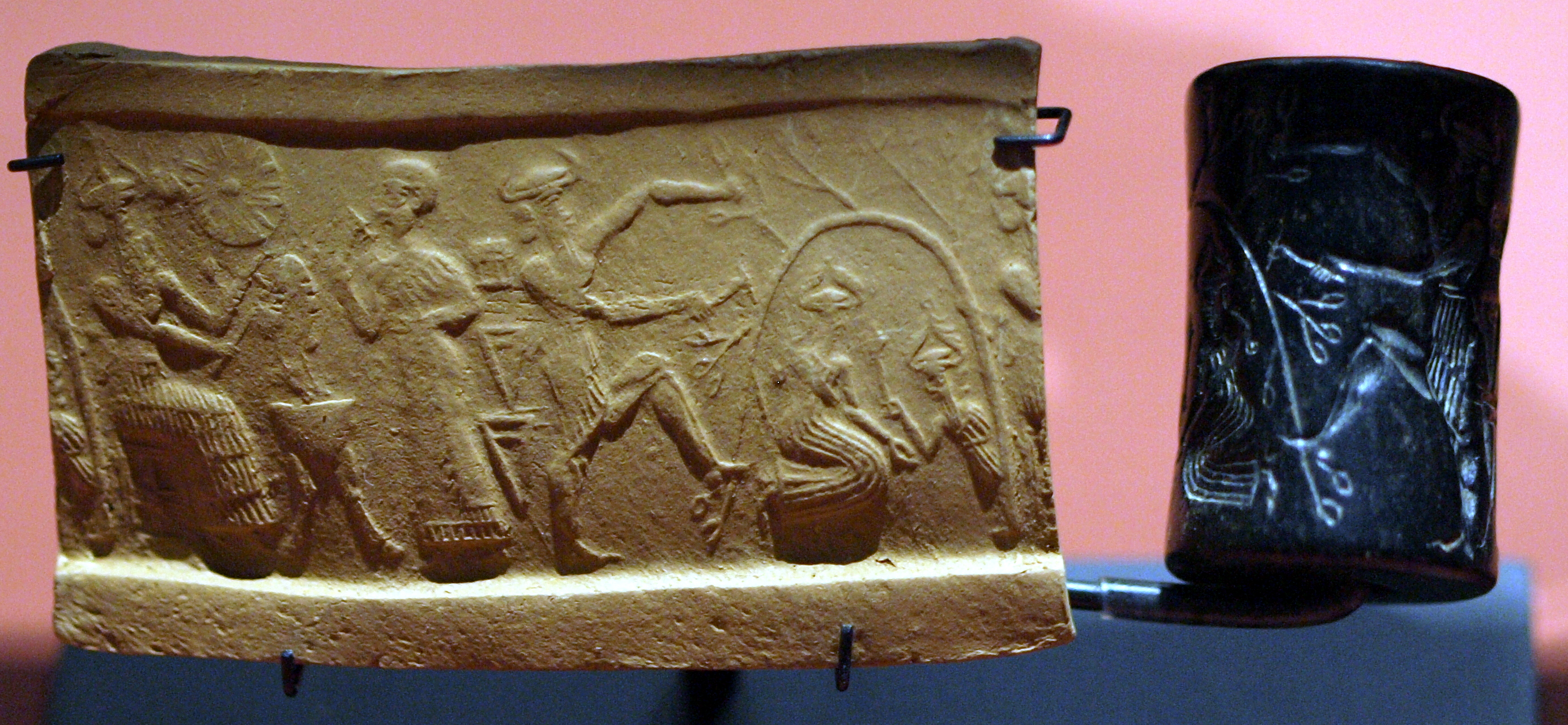
シュメールの神とタンムーズ
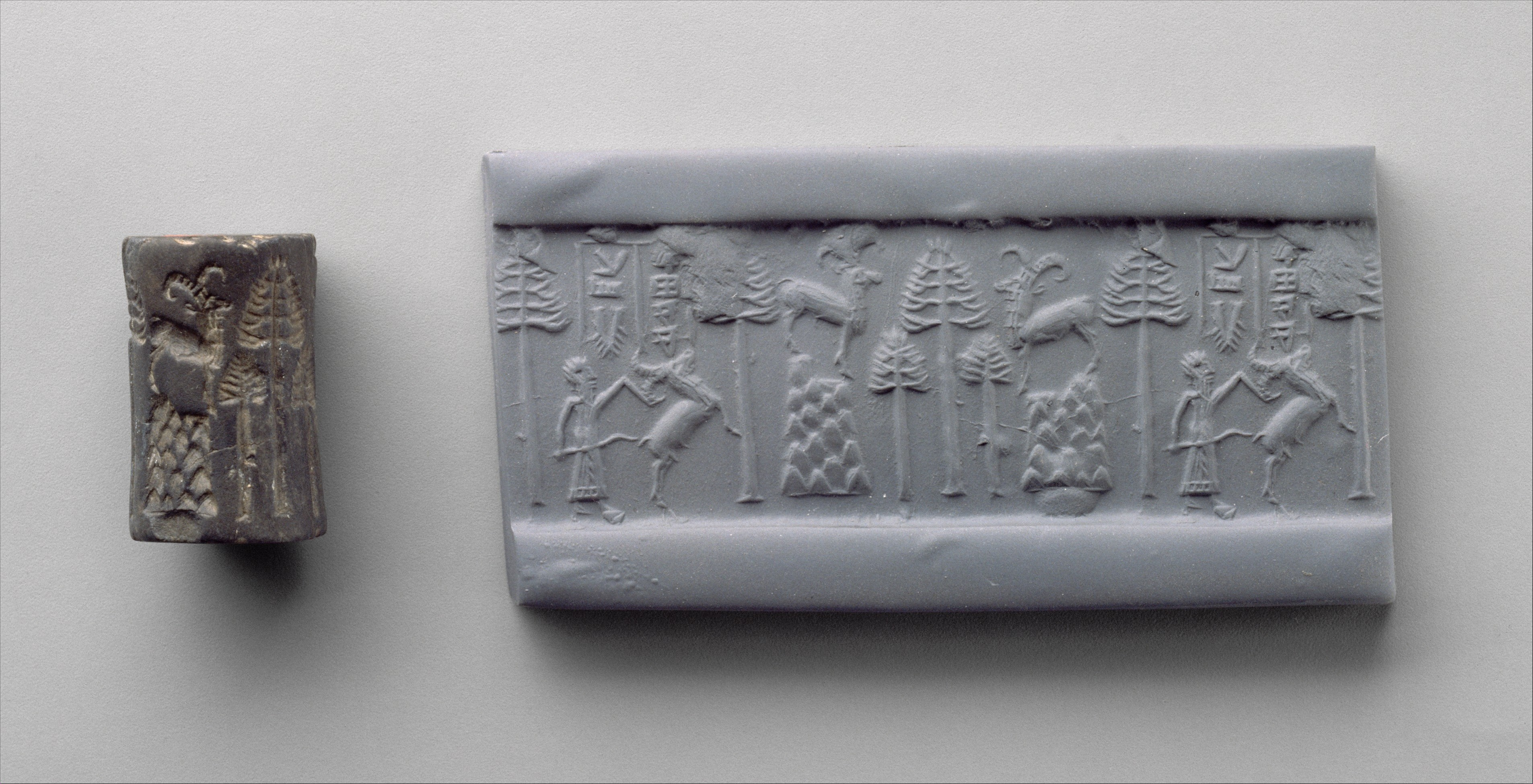
狩を描いた場面
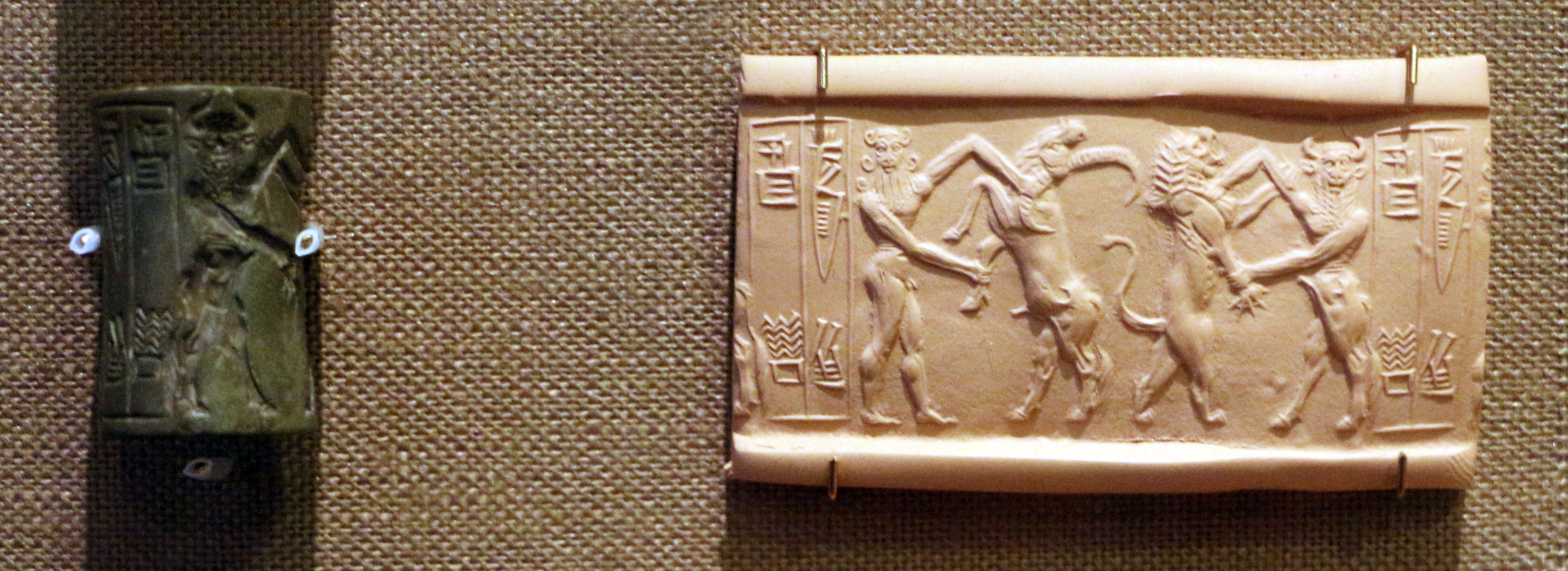
スイギュウとレスリングをするエンキとライオンと戦うエンキドゥ

### 言語
紀元前3千年紀の間、シュメール人とアッカド人の間には普及した二言語を含む非常に親密で文化的な共生関係が発達した。シュメール語がアッカド語へ及ぼした影響（その逆も含む）は、大規模な語彙の借用から、構文、形態、音韻の収束まで、あらゆる分野で見受けられる。これにより学者らはこの時期における言語連合としてのシュメール語とアッカド語について言及するようになった。アッカド語は紀元前20世紀頃のどこかでの言語としてのシュメール語を徐々に置き換えていったがメソポタミア地域でのシュメール語は神聖かつ儀式的な、そして文学・科学の言語として1世紀まで使われ続けた。

### 神官エンヘドゥアンナ

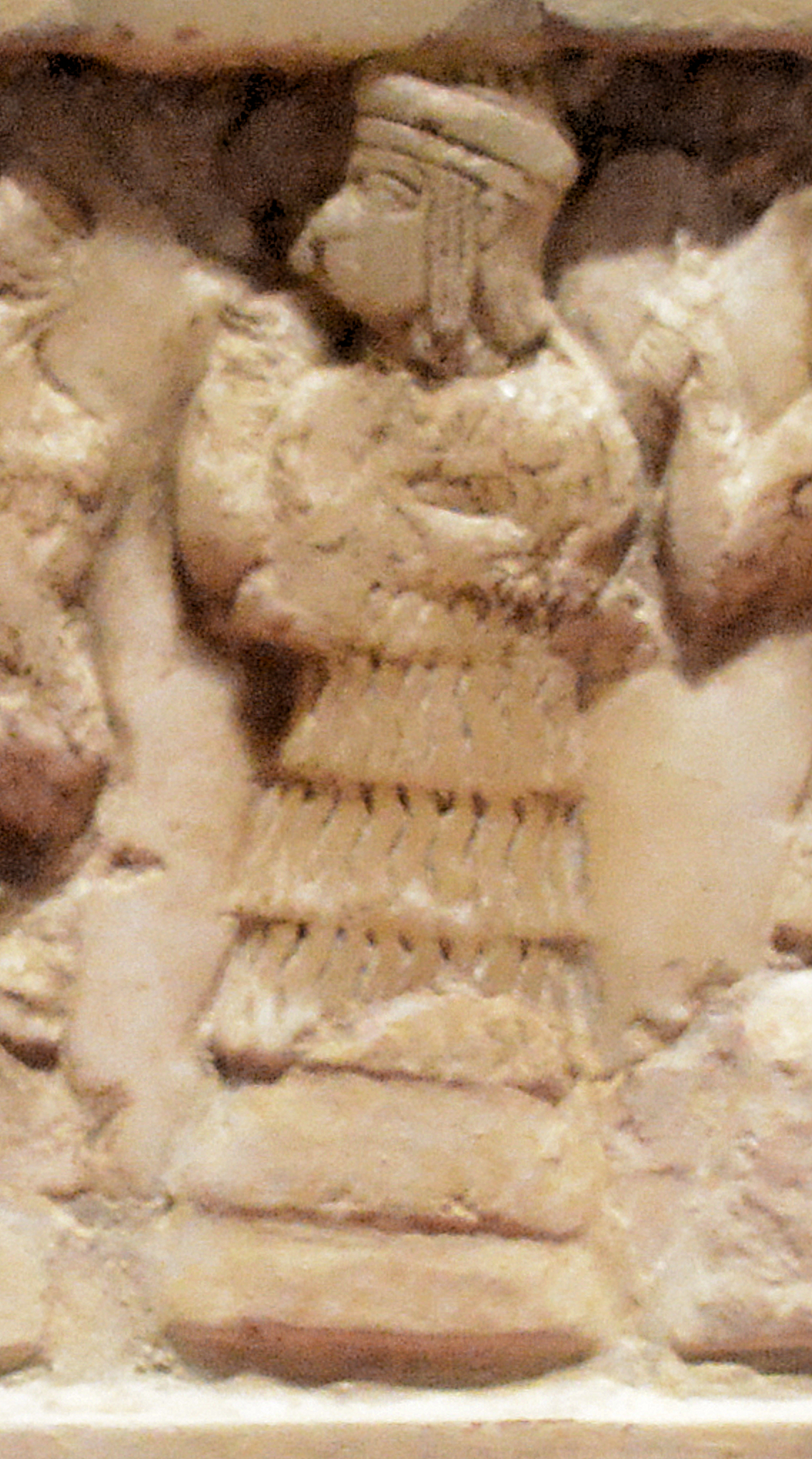
サルゴンの娘エンヘドゥアンナ

帝国時代においてはシュメール文学も大いに発展した。サルゴンの娘であり、シンの妻 エンヘドゥアンナ（前2285〜2250）は名前の知られている歴史上最初の詩人である。女神イナンナへの聖歌を含む彼女の作品としては「快哉のイナンナ」「In-nin sa-gur-ra」が知られている。また、聖歌集「神殿聖歌」は聖なる神殿と捧心されたその主についての教誨をしている。この詩歌の作品は、それらが三人称を用いながら始まったがやがて一人称へと移り変わり、楔形文字の発達を示している点で重要である。詩人として、皇女として、そして神官として、William W Halloによれば、彼女は「その後何世紀にもわたって彼女の3つの役割すべての基準を定めた」人物だとしている。

「快哉のイナンナ」についてBinkleyは以下のように述べている:

エンヘドゥアンナは人々を戒める者として、そして戦女神としてイナンナを表現する。それにより彼女は好戦的なアッカドのイシュタルと愛と多産の穏やかなュメールの女神の特質同士を結び付ける。彼女はイナンナを、小さい神々のもとへ降り驚いたコウモリのようにはためかせて彼らを送り出す偉大な嵐の鳥に例えている。おそらく、その聖歌で最も興味深い点はエンヘドゥアンナ自身が過去の栄光を詠むために一人称で前進し、彼女の信頼を確立し彼女の現在の窮状を説明していることだ。彼女はウルやウルクの街の神殿から神官として締め出され草原へ追放された。ウルクはサルゴンに反逆したLugalanneの支配下にあったため、彼女は月神ナンナに彼女のために介入するよう請願した。反逆者Lugalanneは古代世界最大級の神殿のひとつEannaを破壊し、義理の姉妹に取り入った。

### アッカドの破門

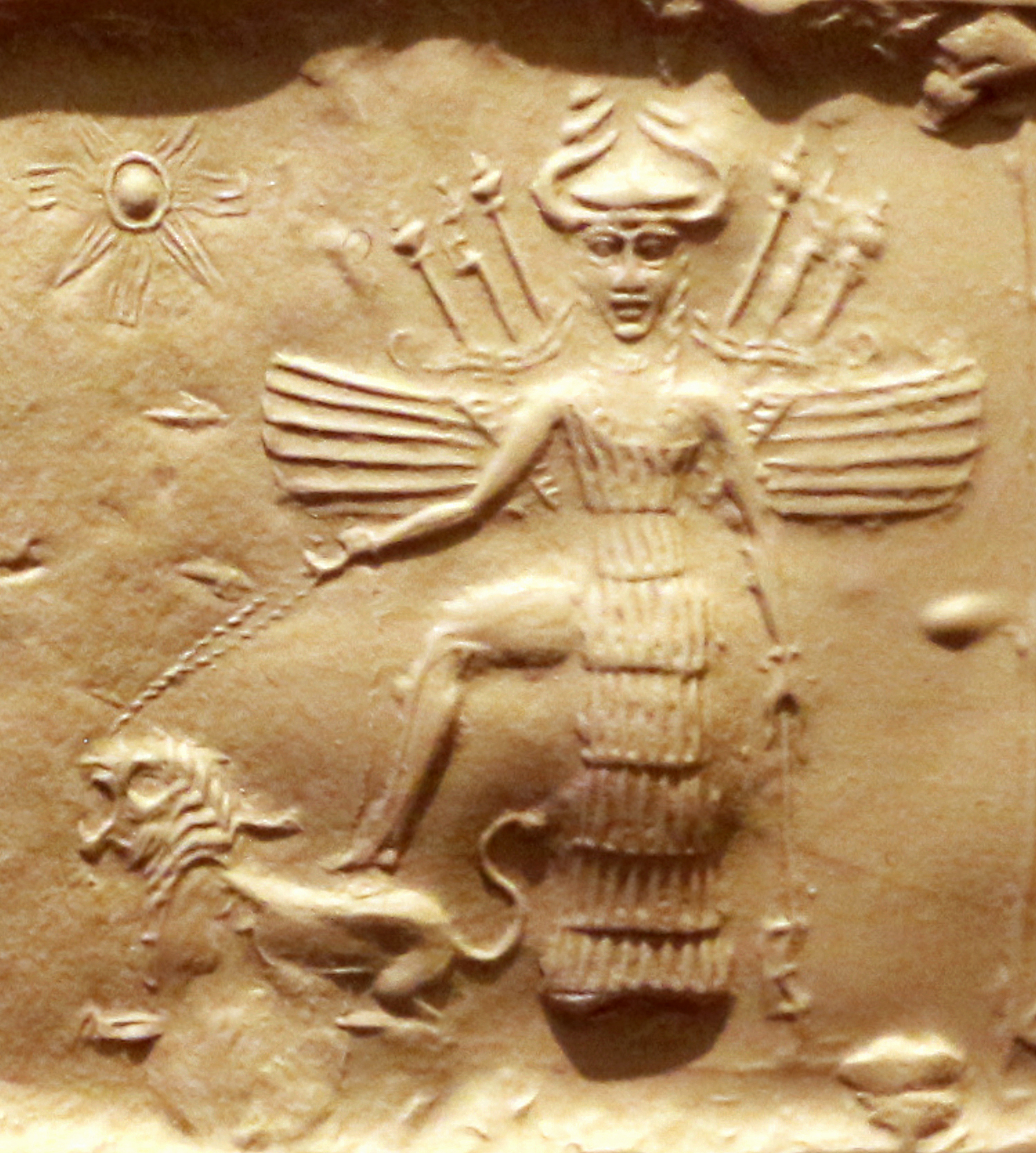
印章に描かれた女神イシュタル

後世の史料は、アッカド没落の原因をニップルに対するナラム・シンの攻撃だとしている。不吉な神託を受けた際、おそらくパンテオンの長エンリルによって守られていた神殿をナラム・シンが襲撃していた。このため、アヌンナキの8主神が一斉にアッカドから庇護を止めた。

都市が建設されてから初めて、
農地には作物が育たず、
氾濫した水路には魚もおらず、
果樹園には糖蜜もワインもなく、
雲集しても雨は降らなかった。
その時、1シケルの油はわずか半クォートであり、
1シケルの穀粒はわずか半クォートであった…
これらが全都市の市場で斯く価格で売られていた！
屋根で寝ていた者は屋根で死に、
家で寝ていた者は埋葬されず、
人々は空腹にもがき苦しんだ

アッカドの君主らは後のメソポタミア諸国の間でも伝説的であり、サルゴンは強く知的な指導者の典型として、彼の孫ナラム・シンは帝国に破滅をもたらした邪悪で卑劣な指導者として認識されていた。

## 技術

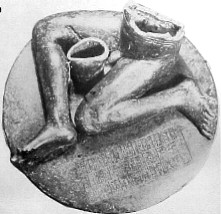
ナラム・シンの治世からのアッカドにおける神殿建設に言及している碑文が刻まれたバセトゥキ像

1960年にイラク最北端のドホーク県バセトゥキ村で発見されたバセトゥキ像の碑文には、"誰も鉛の像を作ったことはないが、キシュのリムシュ王は自分の像を鉛で作った。それはエンリルの前に立ち、彼（リムシュ王）の美徳を神々のイドゥに語った。"とある。銅製のバセトゥキ像はロストワックスの技法により鋳造され、当時の職人がアッカド帝国の時代に達成した高水準の技術を証明している。

## 功績
アッカド帝国は定期郵便サービスのある道路によって結ばれており、印鑑の代わりであった粘土印にはサルゴン王とその息子の名前が記されていた。地籍調査も実施されたようであり、それに関する文書のひとつには、カナンの起源を指していると見られる特定の「Uru-Malik」がアムル人の土地の支配者だった、すなわちシリアやカナンの半遊牧民としての「アムル」がアッカド語で呼ばれたということが述べられている。また、最初の天文学の観測資料や地理上の兆候などが、サルゴンによって設立された図書館のために作られた可能性もある。
サルゴンの治世以降には世界初の元号となる、王の在位期間中の各々の年の名前が、王によって執り行われた重要な儀式の後に名付けられるようにもなった。これら元号のリストはその後、カレンダーの制度となりメソポタミア地域の多くの都市国家において利用された。しかしアッシリアでは、年の名前はイベントや儀式ではなく、毎年王に公式に任命されたリンムという役職に就いた人名から取られるようになった。